# بارجة من فئة شارنهورست
شارنهورست أول السفن الرئيسية، ويشار إليها إما ببارجة أو بطراد معركة، بني لسلاح البحرية لألمانيا النازية كريغسمرينه بعد الحرب العالمية الأولى. تتألف الفئة من سفينتين: شارنهورست وغيسيناو. تم إطلاق شارنهورست أولاً،  وتعتبر السفينة الرائدة من قبل بعض المصادر؛ ويشار إليهم أيضًا باسم فئة غيسيناو في بعض المصادر الأخرى،  لأن غيسيناو كانت أول من تم إطلاقها وإدخالها الخدمة.  لقد شكلوا بداية إعادة تسليح البحرية الألمانية بعد معاهدة فرساي. وكانت السفن مسلحة بتسعة مدافع من عيار 28 سم (11   في) أس كيه سي / 34 في ثلاثة أبراج ثلاثية؛ وخطط لاستبدال هذه المدافع بستة مدافع من عيار 38سم (15 إنش) أس كيه سي / 34 المزدوجة البرجين لكنهم لم يفعلو. 
تم وضع السفينتين في عام 1935، وتم إطلاقهما في أواخر عام 1936، وتم تشغيلهما في الأسطول الألماني بحلول أوائل عام 1939. شاركت كلا من شارنهورست وغيسيناو بالجزء المبكر من الحرب العالمية الثانية، بوشملت طلعات جوية في المحيط الأطلسي لمهاجمة سفن التجار البريطانيين. شاركت السفينتان في عملية فيزروبونغ، الغزو الألماني للنرويج. من عملياتهما خارج خارج النرويج قاتلتا في الطراد أتش أم أس Renown وأغرقتا حاملة الطائرات أتش أم أس Glorious في 8 يونيو 1940. حققت شارنهورست واحدة من أطول ضربات المدفعية البحرية في التاريخ عندما ضربت Glorious. 
في أواخر عام 1942، أصيب غيسيناو بأضرار بالغة في غارة جوية لقوات الحلفاء على كيل. في أوائل عام 1943، انضمت شارنهورست إلى البارجة من فئة بسمارك تيربيتز في النرويج لحظر وصول قوافل الحلفاء في الاتحاد السوفيتي. قامت شارنهورست وعدة مدمرات بدوريات في النرويج لمهاجمة القوافل؛ تم اعتراض الألمان من دوريات البحرية البريطانية. 

## الحواشي
1. 1 2  Gröner.
2. ↑  Collier.